# Queer mode
Queer mode zijn diverse modestijlen binnen de queer community. Queer mode daagde de traditionele opvattingen over gender, schoonheid en stijl uit en veranderde de betekenis van mode. De mode van de queer gemeenschap en queer modeontwerpers hebben grote invloed gehad op de modetrends buiten de queer community en werden dikwijls overgenomen in de alledaagse mode.

## Queer stijl
Queer stijl is de expressie van een identiteit binnen de queer community door mode, meestal door het overnemen of anders gebruiken van kleding en accessoires die oorspronkelijk waren ontworpen voor de andere sekse. Hoewel de drijfveer achter het uiten van een queer of non-binaire identiteit door mode meestal een expressie van iemands eigen identiteit is, kan het worden gezien als een politieke daad in de maatschappij en cultuur waarin de queer persoon zich beweegt. Onderzoek naar queer mode binnen de queer cultuur werd in 2023 gedaan via garderobe interviews en geconceptualiseerd binnen de queer theory. Queer utopie en een queer toekomstvisie werd hier bezien vanuit een heteronormatieve wereld waartoe de queercultuur zich moet verhouden en diens eigen wereld moet creëren. Kleding werd hierin gezien als een manier om een individuele kleine utopie te creëren, gevuld met gendereuforie, optimisme en vrij van onderdrukking.
Op meerdere plekken, onder meer bij ILHIA in Nederland en in het  Iowa State University's Clothing and Textile Museum werden tentoonstellingen georganiseerd over queer stijl en queermode.

## Geschiedenis

### Van mode als uiting van klasse naar mode als identiteit
Mode is tegenwoordig vaak een uiting van sekse en seksuele identiteit.  Maar historisch gezien zijn verschillen in kleding meer aan status, klasse en beroep gebonden dan aan gender. Gedurende de tijd verschoven opvattingen en grenzen omtrent mode. Verandering vond ook plaats in wat gezien werd als mannen- en vrouwenkleding. In 1800 was het dragen van mannenkleding door vrouwen in Frankrijk en het door Frankrijk bezette Zuidelijke Nederland verboden. Ook in de Verenigde Staten was het dragen van broeken door vrouwen tot 1923 verboden. Maar aan het einde van de negentiende eeuw en begin twintigste eeuw gaan een paar vrouwen voor het eerst broeken dragen. Modeontwerper Coco Canel had eind 19e eeuw een grote invloed op de veranderende mode. Ze gebruikte jersey in haar mode, dat oorspronkelijk diende als stof voor ondergoed voor mannen. Haar truien werden door mensen uit verschillende klassen gedragen.

### Naar mode als queer identiteit

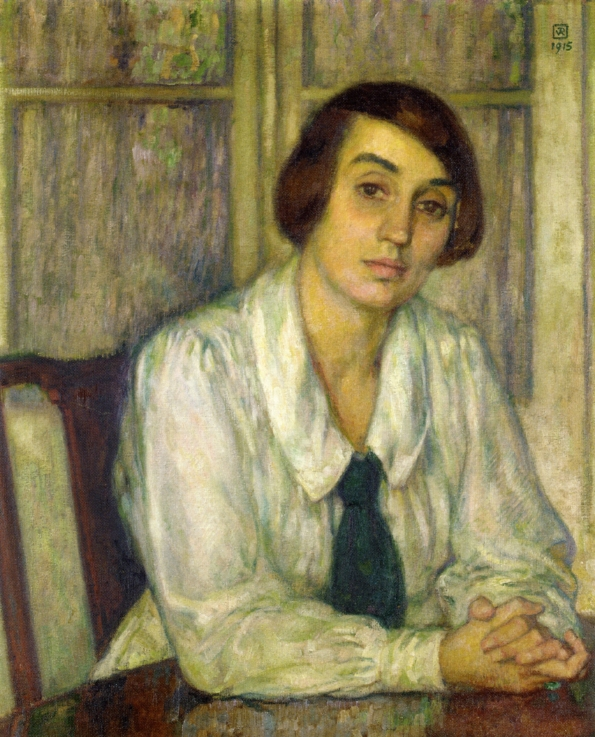
Portret van Elisabeth van Rysselberghe met haar handen op de tafel - 1915 - Mannelijke kleding accessoires als toppunt van mode

Homoseksualiteit moest in Europa lange tijd in het geheim worden geuit. Queer mensen gebruikten mode als geheimtaal om elkaar te kunnen herkennen. Zo werden rode stropdassen gebruikt als teken van homoseksualiteit.  Mode werd ook gebruikt door kunstenaars en activisten om zich buiten de sociale orde te plaatsen. Zo droeg queer kunstenaar Claude Cahun broeken en gebruikte diens genderidentiteit om zichzelf te zijn en zichzelf te uiten. Voor vrouwen werd begin 20ste eeuw de monocle een mode-item dat hun er mannelijker deed uitzien. Queer zangeres en actrice Marlene Dietrich introduceerde de la garçonne-look. Het dragen van mannelijke kleding en monocles werd gezien als gedurfd en het toppunt van mode.
In de jaren 50 en 60 ontstonden diverse subculturen binnen de lesbische scene, zoals de butch-femme cultuur, met een radicaal mannelijk en vrouwelijk modebeeld en in de jaren 80 onder meer de Rebel Dykes en queercore, die punk koppelden aan een queer seksepositieve modestijl. Een andere vorm van queer-code die mode werd was de hanky-code uit de homo-scene van de Verenigde Staten uit de jaren 70 en 80. De gekleurde bandana's zijn inmiddels mode geworden.
Na de homo- en lesbische bevrijdingsbewegingen van de jaren zestig en zeventig, toen er in de jaren 80 door de aidsepidemie veel aandacht voor het uiterlijk van homoseksuele mannen kwam, werd de queer stijl een vorm van activisme en politiek protest. Mode werd een belangrijk middel voor het uitdragen van politieke statements binnen de queer community.

### Non-binaire mode
In de 21ste eeuw maakten artiesten als Harry Styles en Chappell Roan statements met queer mode-uitingen. Harry Styles normaliseerde het dragen van kettingen door mannen. Chappell Roan gaf de queer glamour van de dragcultuur, met veel glitter en kleur, een groot podium. Zwarte queer modeontwerpers maakten genderfluïde kleding, met onder meer elementen uit de dragcultuur. Onder invloed van de fluïdere genderidentificatie in de 21ste eeuw ontwikkelde ook de mode-industrie producten die genderneutraal of genderfluïde zijn. Modellen zijn minder mannelijk of vrouwelijk, zoals Saskia de Brauw, die model was voor een mannencollectie en Lisa en Anne Bosveld die zich als genderfluïde identificeren. Het transgender model en actrice Hunter Schafer en het zwarte Antiguan-Amerikaanse, gehandicapte en transgender model Aariana Rose Philip stonden op de catwalk.

## Buttons en pins

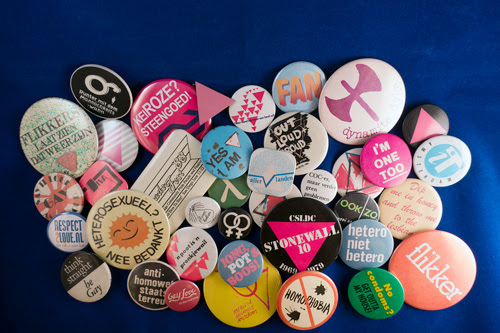
Queer buttons in het IHLIA archief

Activisme is vaak verbonden aan de kledingstijl van de LHBTQIA+ community. Zo is het dragen van buttons iets wat al jaren gedaan wordt. Soms zijn het buttons met duidelijk activistische boodschappen of een uiting van eigen identiteit. Een roze driehoek is iets wat vaak terug te vinden is op buttons. De roze driehoek was een symbool dat door de LGBTQ+-gemeenschap is teruggewonnen nadat het werd gebruikt om homoseksuele mannelijke gevangenen in de Tweede Wereldoorlog te vervolgen.

## Queer mode als inspiratie voor modetrends
Queer mode heeft grote invloed gehad op de modetrends buiten de queer community en werd regelmatig overgenomen in gangbare mode. Er is een steeds grotere aandacht voor gender in modeshows en tentoonstellingen. Tijdens de openingsceremonie van de Olympische Spelen in 2024 in Parijs werden naast ontwerpen van modehuizen ook queer ontwerpen getoond.

### Politieke slogans op kleding
De Stonewall rellen, waarbij activisten zich verzetten tegen de conservatieve maatschappij, zorgde voor een verandering in de mode. Zo ontstond mode als belangrijk middel voor het uitdragen van politieke statements. Ontwerpers trokken in hun mode de idealistische schoonheid en traditionele modestijl in twijfel. Politieke statements en protest slogans werden een onderdeel van kleding. Tijdens de wereldwijde Fashion Weeks in 2025 gebruikten diverse modeontwerpers T-shirts met slogans als protestmiddel op de catwalk.

### Pride prints en pride kledinglijnen
Veel kledingmerken hebben een jaarlijkse pridecollectie, met pride prints, die niet meer alleen voor de queer community zijn bedoeld, maar algeheel trots uitdragen.

### Tanktop
De tanktop was oorspronkelijk ondergoed. De witte tanktop is gebruikt als symbool van protest en bevrijding binnen de geschiedenis van queer beweging. In de jaren 70 werd de tanktop in San Francisco een streetwear-item. Het werd overgenomen door de homoseksuele gemeenschap, en later door de lesbische scene. Queen zanger Freddie Mercury droeg het als outfit tijdens live-aid. De witte tanktop werd een standaard-item binnen modelijnen voor elke gender.

### Unisex kleding
In de 21ste eeuw komt er steeds meer ruimte voor genderloze kleding. Ontwerper Rick Owens had sinds 2002 in een genderloze kledinglijn. Onder invloed van online winkels deelden Modewarenhuizen als Selfridges hun mode steeds minder vaak in op gender, maar op basis van kleur, item, pasvorm en stijl. Genderloze kleding is opgenomen in de mainstream mode: in 2017 besloot HEMA om kinderkleding niet meer op gender te labelen en in 2018 begon H&M een genderloze kledinglijn. Winkelketen Zeeman introduceerde in 2019 een kledinglijn voor iedere gender.